# Rhysida monaquensis
Rhysida monaquensis är en mångfotingart som beskrevs av González-Sponga 2002. Rhysida monaquensis ingår i släktet Rhysida och familjen Scolopendridae.
Artens utbredningsområde är Venezuela. Inga underarter finns listade i Catalogue of Life.